# 澄田らい四郎
澄田𧶛四郎（すみた らいしろう、1890年（明治23年）10月21日 - （昭和54年）1979年11月2日）は、日本の陸軍軍人。陸士24期・陸大33期首席。最終階級は陸軍中将。

## 経歴
本籍愛媛県。澄田忠興（陸軍中佐）の四男として名古屋で生れる。広島陸軍地方幼年学校、中央幼年学校を経て、1912年（明治45年）5月28日、陸軍士官学校（24期）を卒業。同年12月砲兵少尉に任官し重砲兵第4連隊付となる。陸軍砲工学校高等科を卒業し、澎湖島重砲兵大隊付、陸軍重砲兵射撃学校教官などを経て、1921年（大正10年）11月、陸軍大学校（第33期）を卒業（首席）。
由良重砲兵連隊中隊長、陸軍省軍務局付勤務（砲兵課）、軍務局課員、フランス駐在などを経て、1925年（大正14年）から3年間、フランス陸軍大学校で学んだ。フランス滞在中には、フランスに留学していた甘粕正彦とも親交があった。
帰国後、陸大教官、参謀本部部員、兼軍令部参謀、フランス大使館付武官、陸大教官、参謀本部課長、野砲兵第3連隊長、砲兵監部部員、独立重砲兵第15連隊長などを歴任し、1938年（昭和13年）7月、陸軍少将に進級した。
野戦重砲兵第6旅団長、陸軍重砲兵学校長、大本営参謀（仏印派遣団長）などを経て、1940年（昭和15年）の北部仏印進駐にあたってハノイに出発する際、東條英機陸相から「悪くなっている仏印側の対日感情を和らげること。フランス側には平和進駐であることを徹底せしめよ」と訓辞を受けている。1941年（昭和16年）7月、南部仏印進駐に際しても現地で折衝にあたる。翌8月、陸軍中将に進級。同年9月、第39師団長に親補され、宜昌の警備に当たる。1944年（昭和19年）11月、第1軍司令官に転じ、太原で敗戦を迎えた。1948年（昭和23年）1月31日、公職追放仮指定を受けた。1949年（昭和24年）2月に復員した。
なお、第1軍の将兵のうち2,600名は大陸に残留し、中国国民党系の閻錫山の軍隊に参加して、3年半以上にわたって中国内戦を戦うことになったが、この残留が澄田と閻錫山との密約に基づくものであり、澄田は部下将兵を「売って」帰国したのである、という説がある。支那派遣軍参謀として敗戦を迎えた宮崎舜市中佐（陸士40期・陸大51期恩賜）は、澄田による「残留命令書」を見たと証言している。

## 栄典
位階
- 1913年（大正2年）2月20日 - 正八位[6]
- 1941年（昭和16年）9月15日 - 従四位
- 1943年（昭和18年）10月1日 - 正四位

勲章
- アヴィス勲章コマンダー：1930年（昭和15年）7月24日[7]

## 親族
- 長男 澄田智（日本銀行総裁）[8]
- 兄 澄田建三（陸士18期、陸軍中佐）[8]

## 著書
- 自伝『私のあしあと』私家版、1980年。